# Musca crassirostris
Musca crassirostris este o specie de muște din genul Musca, familia Muscidae, descrisă de Stein în anul 1903. Conform Catalogue of Life specia Musca crassirostris nu are subspecii cunoscute.